# 海防道

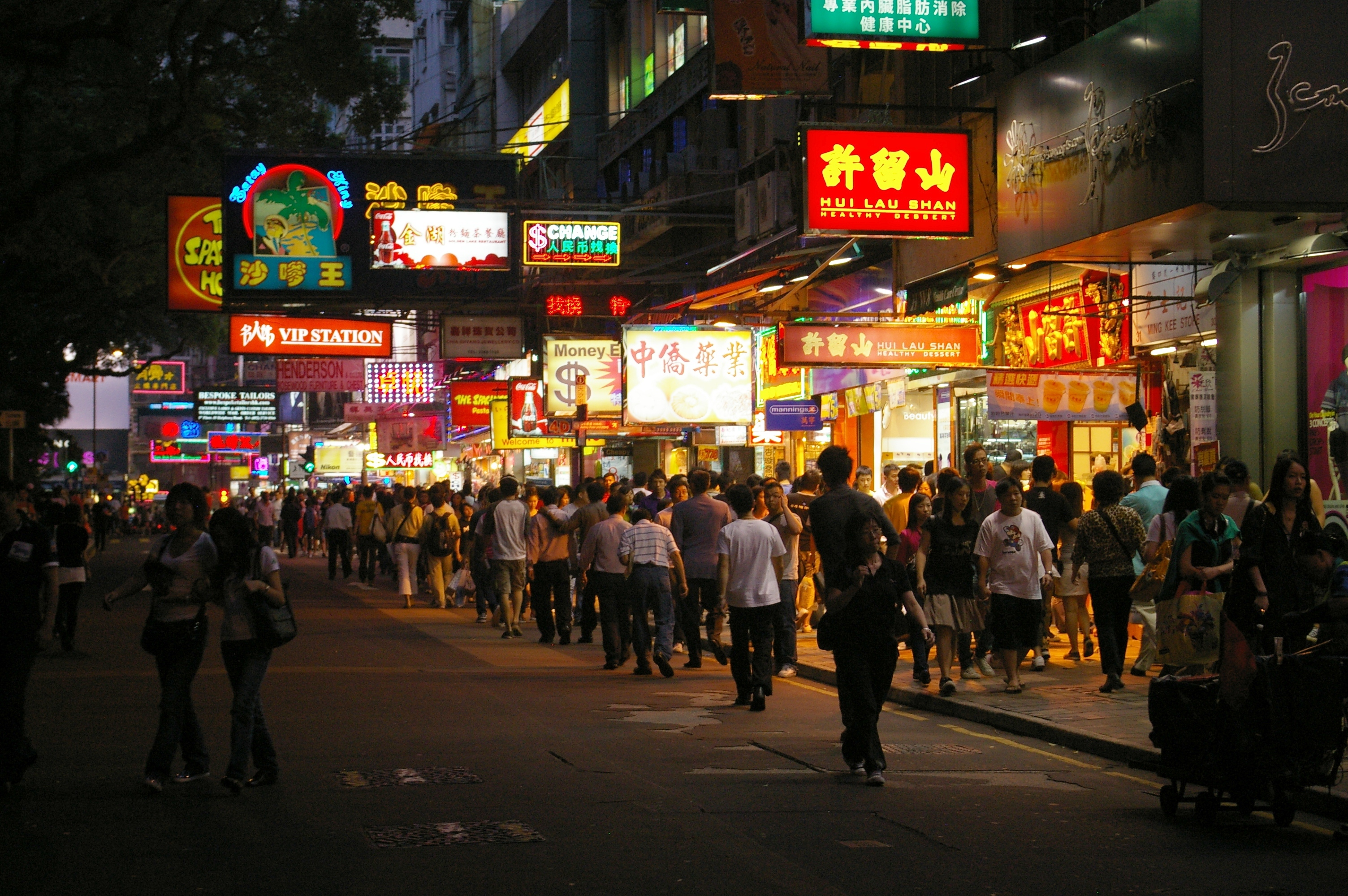
海防道一帶的商店（2009年）

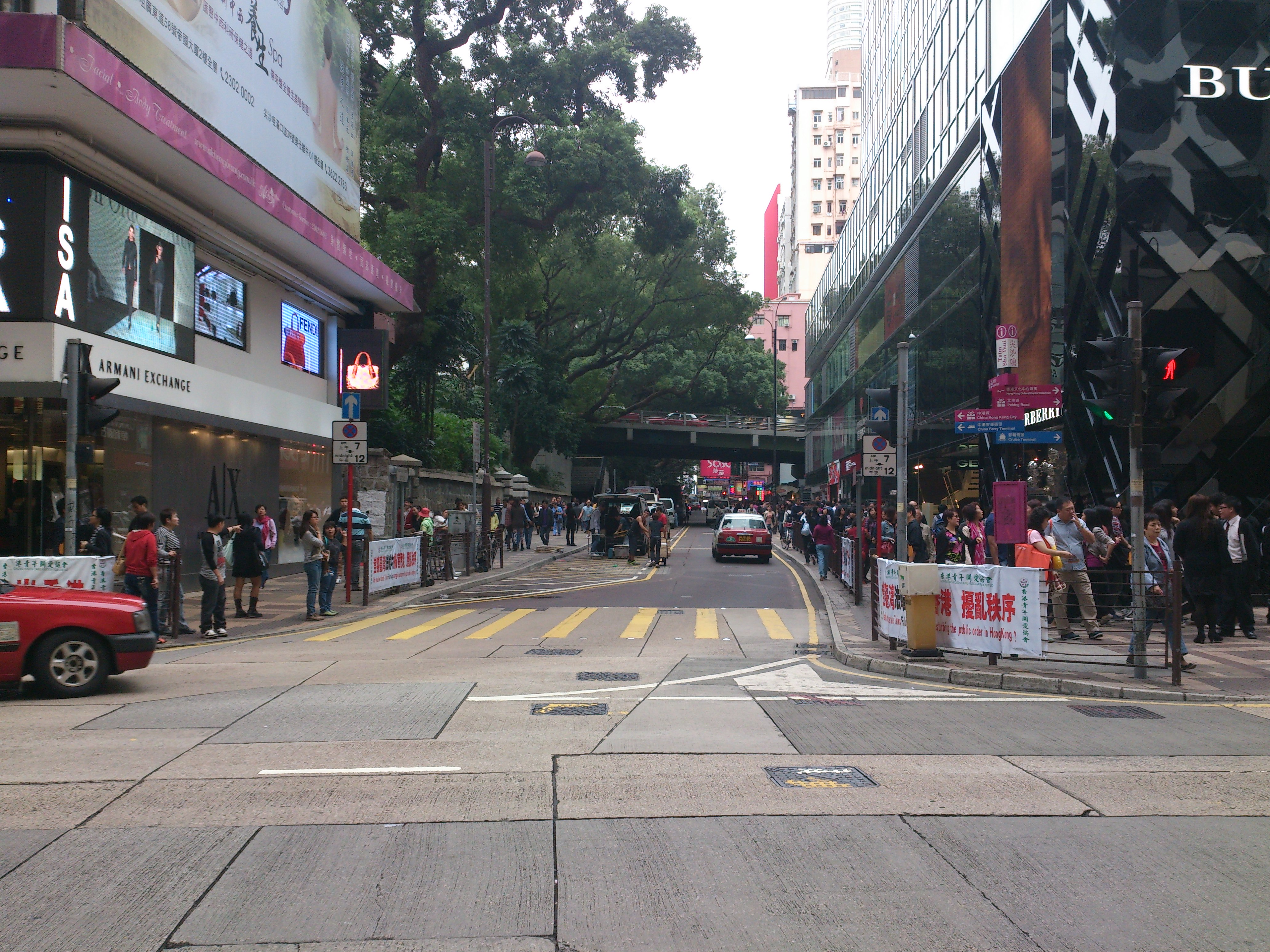
海防道與廣東道交界（2012年）

海防道（英語：Haiphong Road，原稱伊利近道，Elgin Road）是位於香港九龍尖沙咀的一條街道，街道呈東西走向，西起自廣東道，東止於彌敦道，街道全長約345米。而海防道亦是一條單程行車路，車輛只可由西面的廣東道駛往東面的彌敦道。

## 歷史
海防道，街名源于海防市，1909年3月，以表示位於越南的海防市與香港有貿易往來，香港政府将街道命名为海防道。
道路近九龍公園一旁栽種了一排共12棵的樟樹，估計樹齡逾 130 年，現均被納入香港古樹名木冊。

## 沿線建築物
- 漢口道
- 廣東道
- 新港中心
- 海防道臨時街市
- 尖沙咀福德古廟
- 九龍公園徑行車天橋
- 九龍公園
- 衛生署衞生教育展覽及資料中心
- 港鐵尖沙咀站（荃灣綫）
- 九龍清真寺
- 海防道熟食中心